# Hans-Jürg Hunziker
Hans-Jürg Hunziker (* 1938 in Langenthal) ist ein Schweizer Schrift- und typographischer Gestalter und Kunstlehrer.

## Leben und Werk
Hunziker absolvierte von 1954 bis 1958 eine Lehre als Schriftsetzer bei Conzett & Huber in Zürich. Anschliessend arbeitete er bis 1965 in Schriftsetzereien und Druckereien in Lausanne, Dublin und Basel.
Wieder in der Schweiz, besuchte er 1965/1966 an der Allgemeinen Gewerbeschule Basel Weiterbildungskurse im Fach Typographie und Schriftzeichnen. Seine Lehrer waren Emil Ruder, Armin Hofmann und André Gürtler. Danach war Hunziker bis 1971 Schriftentwerfer bei Mergenthaler Linotype in Brooklyn. Anschliessend war er bis 1975 als Mitarbeiter von Adrian Frutiger in Arcueil tätig.
Ab 1976 arbeitete Hunziker als selbstständiger und freischaffender Mitarbeiter am Centre Georges-Pompidou. Im Rahmen eines Entwicklungsprojekts der UNESCO unterrichtete er von 1981 bis 1983 das Gestalten arabischer Schrift am Institut d’études et de recherches pour l’arabisation in Rabat. Von 1986 bis 2002 unterrichtete er am Vorkurs der Schule für Gestaltung an der Hochschule für Gestaltung und Kunst Zürich (ZHdK). Als Projektbegleiter war er von 1990 bis 2006 am Atelier national de création typographique (ANCT) und am Atelier national de recherche typographique (ANRT) in Nancy tätig.
Hunziker arbeitete in Paris von 1996 bis 2002 mit der aus Stuttgart stammenden Grafikdesignerin Ursula Held zusammen. 1998 gründeten die beiden das «atelier h» in Paris.
Hans-Jürg Hunziker gestaltete von 2000 bis 2004 die Hausschrift von Siemens. Von 2006 bis 2014 unterrichtete er im Bereich CAS und MAS Schriftgestaltung an der Zürcher Hochschule der Künste (ZHdK).